# Русторф-ан-дер-Ротт
Русторф-ан-дер-Ротт (нім. Ruhstorf an der Rott) — громада в Німеччині, знаходиться в землі Баварія. Підпорядковується адміністративному округу Нижня Баварія. Входить до складу району Пассау.
Площа — 51,39 км2. Населення становить 7124 ос. (станом на 31 грудня 2020).